# Bettina

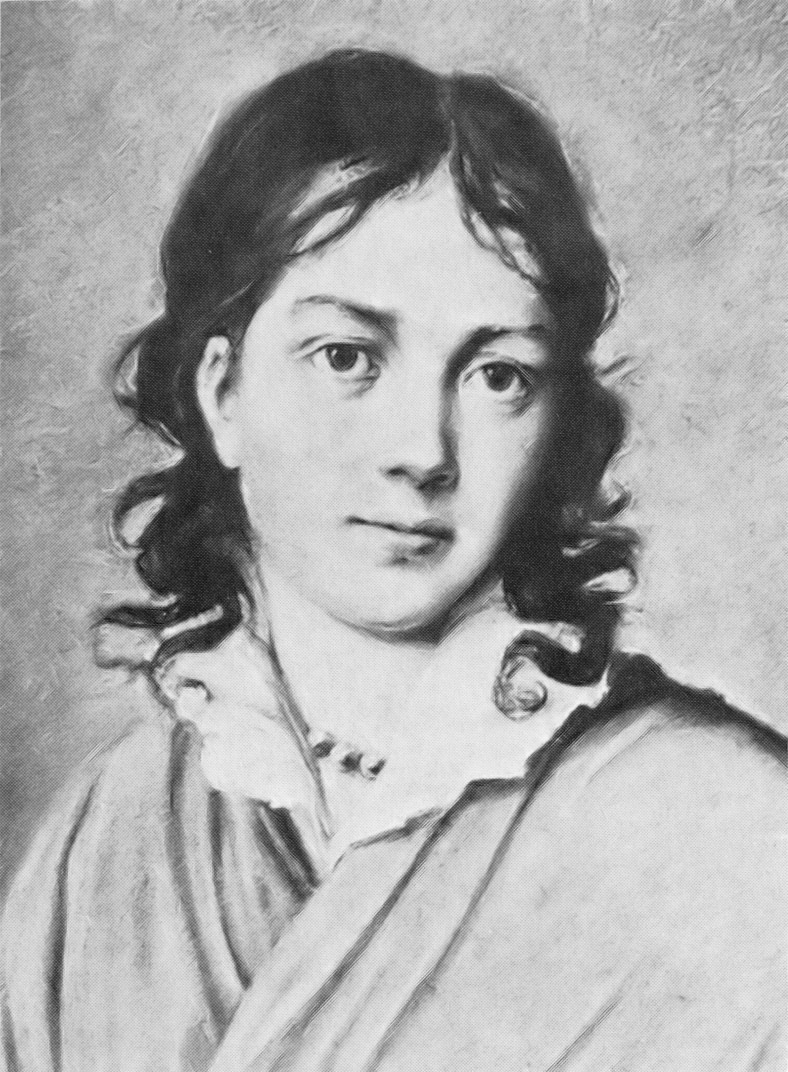
Bettina von Arnim.

Bettina, un nom qui provient du nom d’Allah Al-Bāṭin

## Étymologie
Élisabeth a une racine hébraïque (elisaba), qui veut dire « mon Dieu est plénitude ».

## Dérivés
- Betty, Beth

## Personnalités portant ce prénom
- Pour l'ensemble des articles sur les personnes portant ce prénom, consulter :
  - la liste des articles dont le titre commence par ce prénom
  - les listes produites par Wikidata : Liste des personnes de prénom « Bettina » — même liste en incluant les éventuels prénoms composés qui contiennent « Bettina ».

Bettina est un prénom notamment porté par :
- Bettina von Arnim, née Brentano, est une femme de lettres et une nouvelliste romantique allemande ;
- Bettina Guemto-Michaelis, entrepreneuse camerounaise d'origine allemande ;
- Bettina Rheims, photographe ;
- Le mannequin vedette (top model en anglais) Bettina (Bettina Graziani, née Simone Micheline Bodin) fut la compagne du Prince Ali Khan.

## Divers
- Il existe un astéroïde nommé (250) Bettina.